# Château-Voué

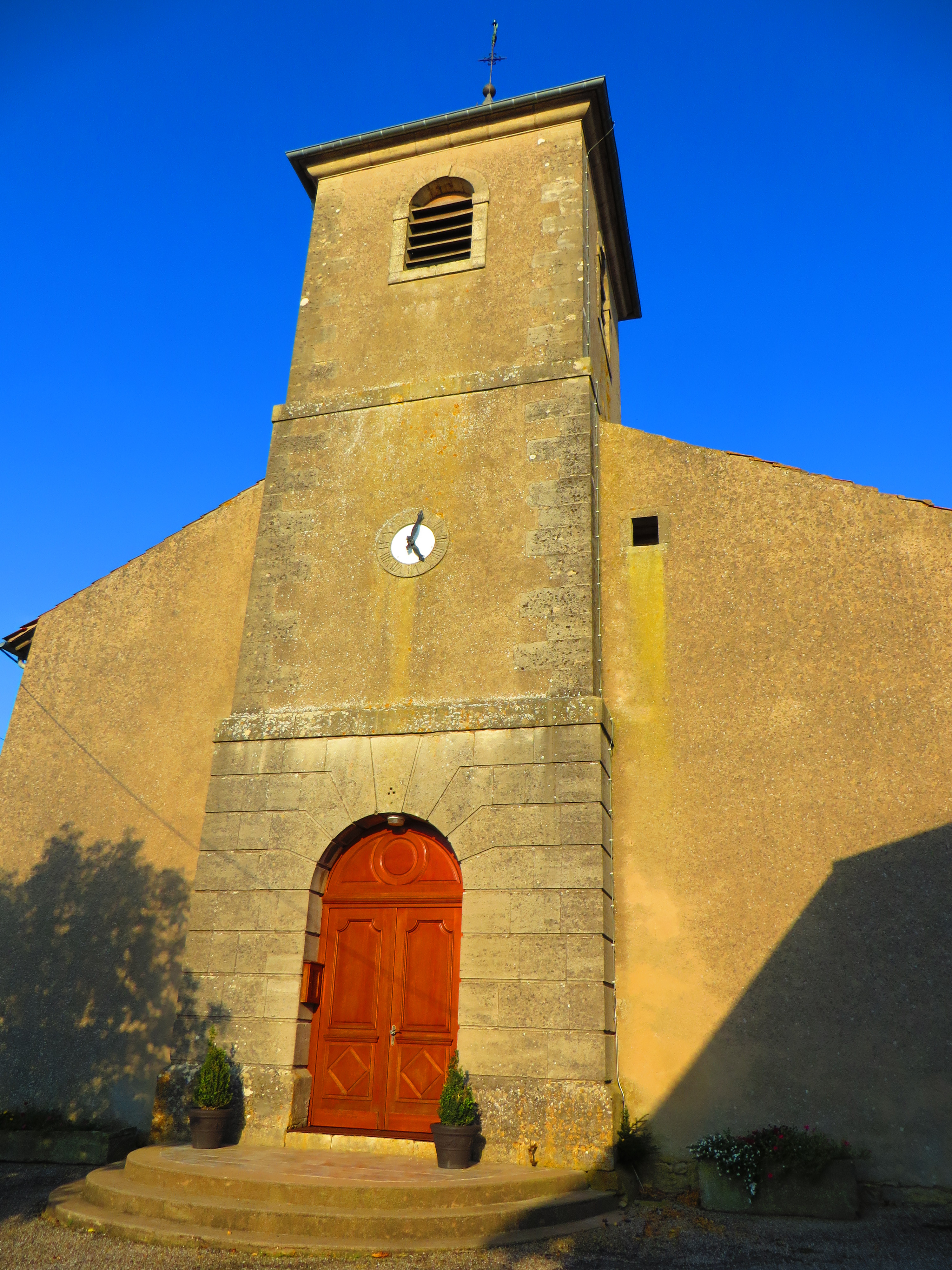
Dorfkirche St. Martin

Château-Voué (deutsch Dürkastel) ist eine französische Gemeinde mit 106 Einwohnern (Stand 1. Januar 2022) im Département Moselle in der Region Grand Est (bis 2015 Lothringen). Sie gehört zum Kommunalverband Saulnois.

## Geographie

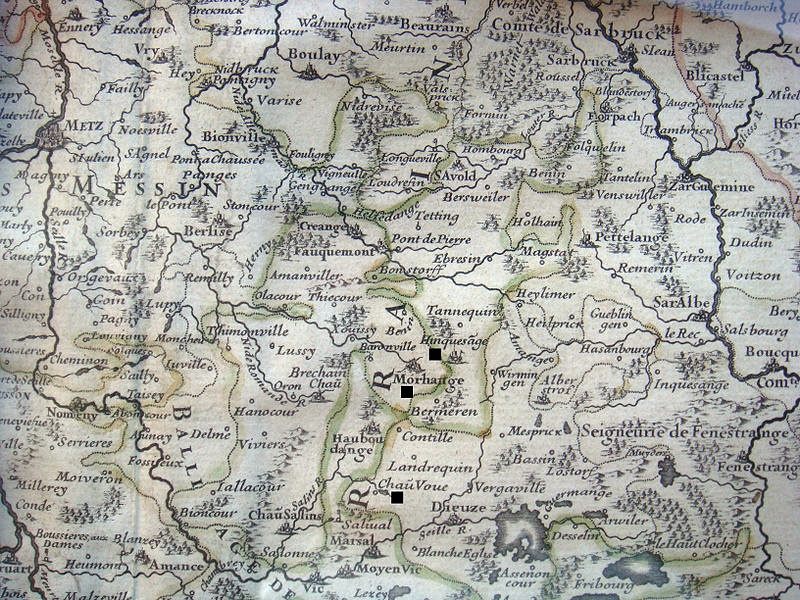
Château-Voué auf einer Karte Lothringens aus dem Jahr 1700

Die Gemeinde  liegt in Lothringen auf einer mittleren Höhe von 250 Metern im Saulnois (Salzgau), 87 Kilometer nordwestlich von Straßburg, 44 Kilometer südöstlich von Metz und 36 Kilometer nordöstlich von Nancy, zwischen den Nachbargemeinden Obreck im Westen, Sotzeling im Nordosten und Wuisse im Osten. Der Weiler Dédeling gehört zur Gemeinde, er liegt nordwestlich, die Ruine der Burg von Château-Voué liegt westlich und der Teich von Wuisse liegt südöstlich des Ortskerns. Die Gemeinde liegt im Regionalen Naturpark Lothringen.

## Geschichte
Der Ortsname bezieht sich auf eine Burg, die zu den ältesten Burganlagen Lothringens zählt, 966 als villa Castellum dicta in comitatu Dextrich erstmals urkundlich erwähnt wird und in der  Neuzeit durch Schloss Hunolstein ersetzt wurde.  In der Gründungsurkunde des Klosters Vergaville aus dem Jahr 966 wird die Schenkung von Ländereien und einer Kirche Saint-Martin in Castellum an das neugegründete Kloster erwähnt. Die Schenkenden und zwei ihrer Familienmitglieder werden namentlich erwähnt: Hincmar, Sigeric, seine Frau Berthe und ihr Sohn Thierry. 1251 schenkte ein Pierre, Voué de Metz, dem Kloster weitere Ländereien in Castris (Château-Voué). Eine Vouerie oder Haute Vouerie entsprach in Lothringen einer Seigneurie. In der Urkunde wird ebenfalls erwähnt, dass Château-Voué zur Grafschaft Destrich gehörte, die ihren Sitz in Destry (Destrich) hatte. Die Pfarrei von Château-Voué unterstand dem Erzpriester von Haboudange (Habudingen), der wiederum dem Bistum Metz unterstand.
Ein neueres Ortsnamenbuch nennt zum Jahr 1264 die Namensform Chastelveit. Der französische Zusatz -Voué lässt sich als Vogts- (französisch avoué, deutsch Vogt) erklären. Der deutsche Name lautet 1474 Dürrkastel. Bereits 1406 erscheint in einer lateinischen Urkunde die Form Aridumcastrum. Aridus ist das lateinische Wort für „dürr“. Welche Namensform in einer Urkunde von 1281 stand, die nicht im Original, sondern nur in französischen und deutschen Übersetzungen von 1616 vorliegt (die Übersetzungen haben Châteauvoué und Durnkasteln), ist unbekannt.
Es wird angenommen, dass hier bereits in gallo-römischer Zeit (52 v. Chr. bis 486) ein Castellum bestanden habe. Entsprechend ließe  sich der deutsche Ortsname durch das gallische Wort Durn erklären. Durnum bedeutete in gallischer Sprache „Schnabel“, „Vorsprung“, „extreme Position“ und wurde in Ortsnamen wie Durnovaria verwendet.
In einer Urkunde von 1306 heißt der Ort Chastelz. Im 14. Jahrhundert war die Seigneurie Château-Voué im Besitz der Familie Morsperch de Torcheville. 1325 wurde die Ortschaft als Chastel Le Wouweit in einer Urkunde bezüglich des Kriegs der vier Herren (1324–1326) erwähnt. Die Seigneurs Rodolphe und Renault von Château-Voué unterstützten die Stadt Metz in jenem Krieg. 1333 verzichteten Guillaume de Torcheville und der Bischof von Metz zugunsten des Herzogs von Lothringen auf ihre Rechte bezüglich Chaisteil vowey beziehungsweise Chastel Voiley (Château-Voué). Im weiteren Verlauf des 14. Jahrhunderts taucht die Familie Guermange als Seigneurs der Ortschaft auf. Die Guermanges waren Vasallen der Morsperch de Torcheville.
Durch Heirat fiel ein Teil der Seigneurie der Morsperch de Torcheville 1404 an Jean de Pfaffenhofen, dem Spross einer elsässischen Adelsfamilie. Schon 1415 verkaufte Jean seinen Teil (fünf Achtel) der Burg an Henri Hase von Dievelich. 1445 besaß Henri Hase von Dievelich drei Achtel der Burg. Er verstarb um 1460. Seine Tochter war vor ihm gestorben, sie war zweimal verheiratet gewesen, zunächst mit Damian von Helmstatt und dann mit Henri von Rathsamhausen und hatte fünf Kinder hinterlassen. Während die beiden Töchter abgefunden wurden, erhielten die drei Söhne 1461 je einen Anteil an der Burg.
Während der Burgunderkriege (1474–1477) belagerten die Truppen von Karl dem Kühnen 1475 die Burg, und steckten sie in Brand.
Die Familie von Helmstatt war ein Zweig der Göler von Ravensburg aus dem Kraichgau. Sie hatte hier über sieben Generationen den Sitz einer Nebenlinie, die von den Bischöfen in Metz weitere Lehen unter anderem in Hingsingen und Sarralbe erhielt, Besitz und Rechte in Saarbrücken und in diversen Dörfern hatte. 1591 kam die Hälfte der Herrschaft Dürkastel an Johann Philipp von Helmstatt, dessen fünf Söhne den Besitz 1599 an Wilhelm von Hunolstein verkauften. Die Vögte von Hunolstein hielten Dürkastel über insgesamt neun Generationen bis zur Französischen Revolution.
Das Gehöft Bérange liegt südlich des Ortskerns. 1206 wurde es als Villa de Berange im Kopialbuch der Abtei von Salival, die heute auf dem Gemeindegebiet von Moyenvic liegt, erstmals urkundlich erwähnt. Lepage nimmt an, dass es ein ehemals bedeutender Ort gewesen sein müsse.
1793 erhielt Château-Voué im Zuge der Französischen Revolution den Status einer Gemeinde und 1801 das Recht auf kommunale Selbstverwaltung. Es gehörte von 1801 bis 1871 zum damaligen Département Meurthe.
Durch den Frankfurter Frieden vom 10. Mai 1871 kam die Region an das deutsche Reichsland Elsaß-Lothringen, und das Dorf wurde dem Kreis Château-Salins im Bezirk Lothringen zugeordnet. Die Dorfbewohner betrieben Wein- und Getreidebau und verfügten über eine Mühle. Nach dem Ersten Weltkrieg musste die Region aufgrund der Bestimmungen des Versailler Vertrags 1919 an Frankreich abgetreten werden und wurde Teil des Département Moselle.
1981 wurde die Ortschaft Dédeling eingemeindet. Dieser Ort wurde 995 als Dructelingas in comitatu Salninse, 1121 als ecclesia de Druthelinga und 1756 als Dedling urkundlich erwähnt. Die Bewohner dieses Dorfs, auch Tietlingen genannt, das früher zum Bistum Metz gehörte, befassten sich im 19. Jahrhundert mit Wein-, Getreidebau und Schweinezucht. Dédeling hatte als französischsprachige Ortschaft zu den 247 letzten Gemeinden gehört, deren Name im Ersten Weltkrieg am 2. September 1915 eingedeutscht wurde. Der Name wurde zu „Dedlingen“ geändert und war bis 1918 offizieller Ortsname.

### Demographie
| Jahr      | 1962 | 1968 | 1975 | 1982 | 1990 | 1999 | 2007 | 2019 |
| Einwohner | 126  | 121  | 107  | 93   | 76   | 98   | 113  | 96   |

## Wappen
Das Wappen der Gemeinde ist golden und zeigt einen blauen Mantel des Schutzpatrons Martin von Tours. Ein heraldischer Mantel ist das Gegenteil einer heraldischen Spitze. In der Mitte ist ein roter Donjon dargestellt, zur Erinnerung an die Burg von Château-Voué, dadurch ist es ein redendes Wappen.

## Sehenswürdigkeiten
Das Gelände und die Ruine des ehemaligen Schlosses Hunolstein, das vermutlich 1670 zerstört wurde, wurden 1991 in das Zusatzverzeichnis der Monuments historiques (historische Denkmale) eingetragen. Das Gelände befindet sich in Privatbesitz.

## Persönlichkeiten
- Johann Wilhelm von Hunolstein (1599–1664), bayrischer und kaiserlicher Generalfeldzeugmeister, Inhaber der Herrschaft Dürkastel